# 民国纪事本末
《民国纪事本末》是中国民间历史学者刘仲敬编撰的著述，并於2013年出版。全书以文言文的编年体和纪事本末体混用写成，并对中華民國的宪制演变进行点评，详尽介绍了民国的宪政变化与政治大事。此书让作者刘仲敬成名，凤凰卫视开卷八分钟更以专题介绍。
本书共12章，起於孙中山革命党发动辛亥革命，结束於1996年中华民国总统大选。而中国广西师范大学出版社出版的版本则止步于1949年中华人民共和国成立。

## 评价
华东师范大学教授许纪霖称《民国纪事本末》为「奇人奇书」，还说：
|  | 这位刚过而立之年的学子是一位难得的怪才、学痴，读了这本书，深为震撼，个中评点如同老吏断狱，字字见血，妙语隽句，俯拾皆是。其大识大见打通古今中西，乃当今学界罕见之天才也。 |

历史学者王晓渔评论，中国近代史都有两种主流叙事，一种是悲情叙事，另一种是党派叙事。这两种叙事都将问题推托他者，不着重在反省自身问题上。民国纪事本末跳脱了这两种叙事，并且「《民国纪事本末》兼采编年体和纪事本末体的体例，对各种事关宪制演变的事件进行点评」。诸如临时约法的宪政问题，刘仲敬提出了激进共和主义的罕见观点。当时民国的普选程度已经超过同时期大多数的欧美国家，但是民初共和的危机带来的革命思维远超过宪政范围，革命党人提出的解法却是不断革命论。民国政府的革命外交和反大一统观点，也在书中经常可见。其中「华史绝不提及己方失德之处」在中国近代史总被忽略，该书提及民国借款经常赖帐，这点也是民国纪事本末难得之处。
凤凰卫视开卷八分钟的主持人梁文道认为，该书读来让人拍案叫绝。诸如护法战争、征法统、南北国会分裂等等都是法统宪政问题。这些常常被一般人认为是藉口，而刘仲敬则是认真看待这一观点。

### 批评
《新京报》的书评认为，除了写作手法创新，刘仲敬看似知识渊博，但对民国史无深入研究。该书不过是「宪法与国会的大串烧」，仅只展现了法律意义上的中华民国。其中所列的参考文献也被批评，例如书中後列的参考书目中，多是杜赞奇《从民族国家拯救历史》、张朋园《立宪派与辛亥革命》和芮恩施《一个外交官使华记》这种常见的回忆性资料。刘仲敬将这几十种书都称为“参考文献”，而实际能称为文献的仅有少数。
粤海风的评论员张耀杰认为，民国纪事本末在宋教仁之死的文字叙述有三个低级错误，并在关于段祺瑞的文章结尾进行了最大的猜谜，是1926年3月18日枪杀示威学生的三一八惨案，将其认定为段祺瑞向冯玉祥表现出一种精神胜利法。刘仲敬只是投机取巧地将郭廷以等历史学家已经用白话文写成的概述，以文言文抄袭复写一遍，并添加一些猜谜算命式的武断推理。评论称，像《民国纪事本末》这种浮夸书籍浪费阅读时间，长期来看是没有可供保存的学术价值。